# 普爾海姆湖

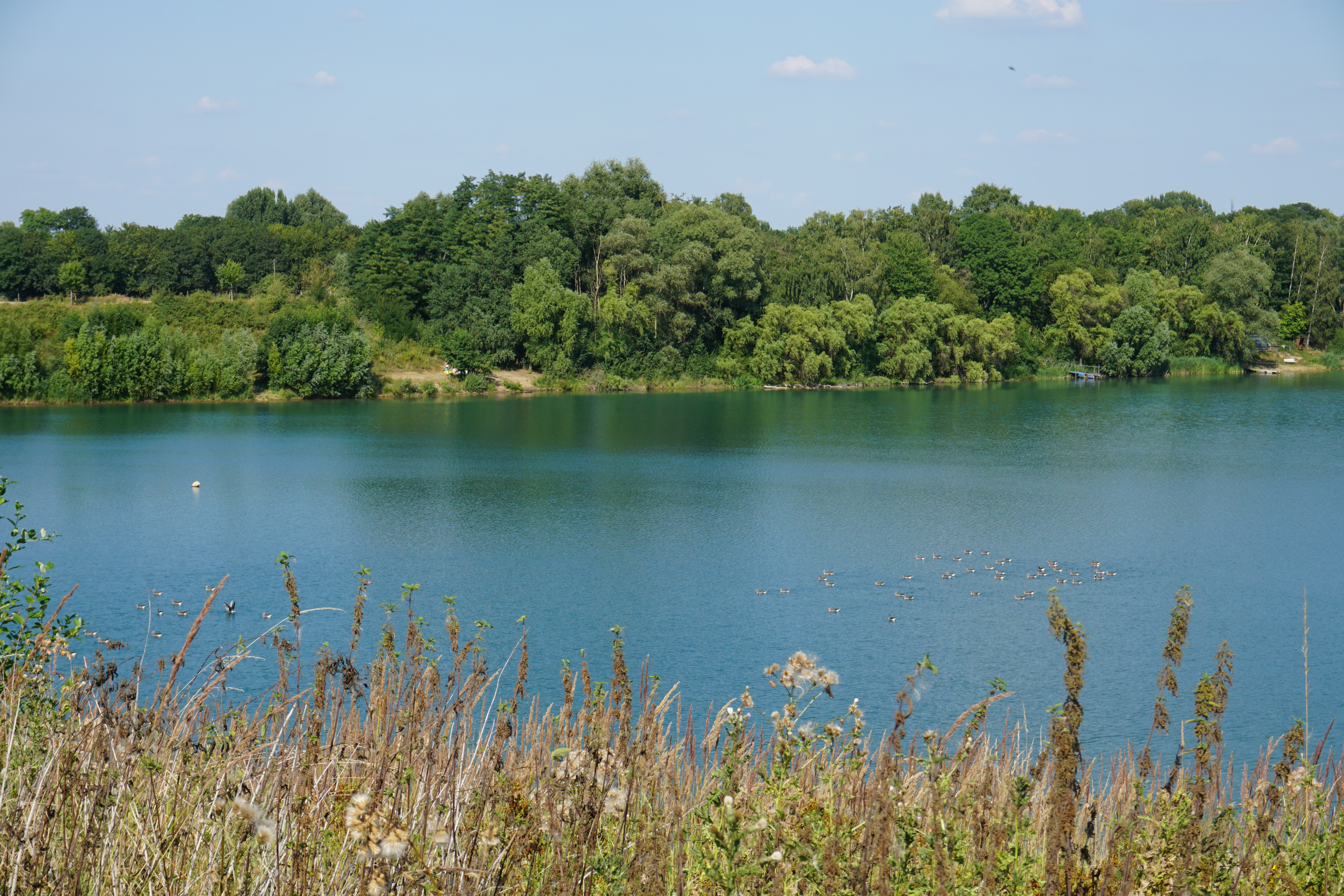

50°59′19.24″N 6°50′6.19″E / 50.9886778°N 6.8350528°E
普爾海姆湖（德語：Pulheimer See），是德國的湖泊，位於該國西部，由北萊茵-威斯特法倫州負責管轄，處於普爾海姆，長1.1公里、寬0.5公里，面積0.4平方公里，平均水深10米，最大水深30米。